# 4219 Nakamura
4219 Nakamura је астероид главног астероидног појаса са средњом удаљеношћу од Сунца која износи 2,466 астрономских јединица (АЈ).
Апсолутна магнитуда астероида је 13,0.